# Léonce Ngabo
Léonce Ngabo, né en 1951 à Bujumbura, est un chanteur, réalisateur, acteur et producteur burundais.

## Enfance et études
Léonce Ngabo est né dans une famille de musiciens. Il apprend à jouer de la guitare au collège chez les Jésuites. Puis en 1973, il gagne le premier concours national de la chanson et enregistre plusieurs 45 tours.
Il suit des études de chimie à l'université Houari-Boumédiène d'Alger à partir de 1977 et obtient une licence. Il enseigne à l'École nationale des télécommunications du Burundi et en devient directeur en 1981. Il crée en 1986 l'Amicale des musiciens du Burundi.

## Cinéma
Léonce Ngabo mûrit un projet de court-métrage muet pendant plusieurs années, jusqu'à une rencontre en 1989 avec le producteur suisse Jacques Sandoz qui l'encourage à réaliser un long métrage parlant, et le finance à hauteur de 50 000 francs suisses. 
Le tournage de Gito, l'ingrat débute en 1991 et fait jouer des acteurs professionnels et internationaux. Le film sort en 1992 et c'est le premier long-métrage de l'histoire du cinéma burundais. 
Le film est primé dans de nombreux festivals internationaux : Journées cinématographiques de Carthage (Tunisie), Festival de Namur (Belgique). En 1993, il obtient trois distinctions au Festival panafricain du cinéma de Ouagadougou (Fespaco), un deuxième prix (section jeunes) au Festival de Cannes (France) et celui du meilleur film au festival Vues d'Afrique de Montréal (Canada) et au Festival de Lisbonne (Portugal).
Parti en exil au Canada pendant les années de guerre civile de 1993-1994, il travaille dans la vie culturelle québécoise de 1996 à 2000, notamment pour le festival Vues d'Afrique de Montréal. 
Léonce Ngabo joue également dans plusieurs films, dont Un dimanche à Kigali de Robert Favreau (2006), et J'ai serré la main du diable, de Roger Spottiswoode (2007). En 2006 il rentre à Bujumbura.

## Producteur et organisateur
À son retour au Burundi, Léonce Ngabo s'attache à produire des documentaires sociaux ou écologistes. Il tente également d'organiser un festival de cinéma, mais n'y parvient qu'en 2009, où se tient le premier Festival international du cinéma et de l'audiovisuel du Burundi (FESTICAB).

## Réalisations
- 1992 : Gito, l'ingrat
- 2008 : En attendant le retour des éléphants, documentaire
- 2008 : La Mère et l'Ange, documentaire
- 2010 : Histoire du Burundi, documentaire